# Cove (Oregon)
Cove é uma cidade localizada no estado norte-americano de Oregon, no Condado de Union.

## Demografia
Segundo o censo norte-americano de 2000, a sua população era de 594 habitantes.
Em 2006, foi estimada uma população de 600, um aumento de 6 (1.0%).

## Geografia
De acordo com o United States Census Bureau tem uma área de
2,1 km², dos quais 2,1 km² cobertos por terra e 0,0 km² cobertos por água.

## Localidades na vizinhança
O diagrama seguinte representa as localidades num raio de 28 km ao redor de Cove.